# Unciaal 098
Unciaal 098 (Gregory-Aland), α 1025 (Soden), is een van de Bijbelse handschriften in de Griekse taal. Het dateert uit de 7e eeuw en is geschreven met uncialen op perkament.

## Beschrijving
Het bevat de tekst van het Tweede brief van Paulus aan de Korintiërs (11,9-19). De gehele codex bestaat uit 1 blad (22,2 × 16 cm) en werd geschreven in twee kolommen per pagina, 24 regels per pagina.
Het is een palimpsest, de bovenste tekst is de tekst van de Ilias.
De codex is een representant van het Alexandrijnse tekst. Kurt Aland plaatste de codex in Categorie I.

## Geschiedenis
Het handschrift bevindt zich in de Biblioteca della Badia (Z' a' 24), in Grottaferrata.